# Processore di immagine
Un processore di immagine è un processore di segnale digitale specializzato per l'elaborazione delle immagini ad alta velocità e impiegato come componente nelle fotocamere digitali.  L'insieme delle funzioni svolte da un processore di immagine può variare da modello a modello.  Alcune funzioni base, come la demosaicizzazione, la riduzione del rumore, e la regolazione della nitidezza, sono fondamentali per la fotografia digitale e implementate da tutti i processori di immagine.  Funzioni più sofisticate, che possono essere disponibili o meno a seconda dei modelli, vanno dalla correzione automatica dell'aberrazione cromatica al riconoscimento automatico dei volti.

## Funzioni

### Demosaicizzazione
La maggior parte dei sensori di immagine usano uno schema Bayer per la registrazione del colore.  Secondo questo schema, il sensore è composto di fotodiodi monocromatici, incapaci di rilevare il colore.  Tali fotodiodi sono ricoperti con filtri colorati rossi, verdi o blu (RGB).  Una delle funzioni del processore di immagine è quella di combinare il segnale prodotto da sensori adiacenti coperti da filtri di diversi colori per ricavare un unico punto del colore risultante, applicando un algoritmo di demosaicizzazione.  Il procedimento comprende in genere anche un'azione di correzione di gamma (modifica dei valori di contrasto sui toni medi) per ottimizzare la resa delle gradazioni sottili di tono (per esempio per il colore della pelle umana o del blu del cielo).

### Riduzione del rumore
In fotografia digitale, il fenomeno del rumore tipico di tutti i sistemi elettronici si rivela in termini di punti casuali di colore errato all'interno di un'immagine.  Il rumore aumenta all'aumentare della temperatura del sensore e dei tempi di esposizione.  Ad alti ISO, il segnale del sensore viene amplificato, procedimento che amplifica anche il rumore, riducendo il rapporto segnale/rumore.  Il sensore di immagine applica generalmente un algoritmo di riduzione del rumore per identificare e rimuovere i punti di colore errato.  

### Nitidezza
L'impressione di nitidezza e di profondità di una immagine dipendono in gran parte dalla regolazione del contrasto sui contorni.  La nitidezza apparente può essere ridotta dal processo di interpolazione con cui vengono ricavati i valori finali dei pixel di un'immagine e dai meccanismi di riduzione del rumore, che possono avere l'effetto di ammorbidire i contrasti.  I sensori di immagine applicano quindi a posteriori algoritmi di riconoscimento dei contorni e regolazioni del contrasto sui contorni per migliorare la nitidezza percepita dell'immagine.

## Modelli
Il processore di immagine è un componente fondamentale di una fotocamera digitale, e parte della competizione fra i costruttori di fotocamere è proprio relativa alla realizzazione di processori più veloci e versatili e alla qualità degli algoritmi usati da tali processori. Esempi di processori di immagine sono:
- Canon - DIGIC (basato su OMAP, prodotto da Texas Instruments)
- Casio - EXILIM
- Epson - EDiART
- Konica Minolta - SUPHEED
- Leica - MAESTRO (basato su Milbeaut, prodotto da Fujitsu)
- Nikon - EXPEED (basato su Milbeaut, prodotto da Fujitsu)
- Olympus - TruePic (basato su MN103, prodotto da Panasonic)
- Panasonic - Venus engine (basato su MN103)
- Pentax - PRIME (Pentax Real IMage Engine)
- Samsung - DRIMe
- Sanyo - Platinum engine
- Sharp - ProPix
- Sony - BIONZ